# Paraty
Paraty (auch Parati) (brasilianische Aussprache: [paɾa'tʃi]; amtlich Município de Paraty) ist eine Stadt in Brasilien im Bundesstaat Rio de Janeiro und hat etwa 37.600 Einwohner. Sie liegt an der Grenze zum Bundesstaat São Paulo, an der Straße von Santos nach Rio (BR-101). Im Jahre 1958 wurde die historische Altstadt unter Denkmalschutz gestellt. Im Jahr 2019 wurde die Altstadt dann, zusammen mit vier Naturschutzgebieten der Umgebung, von der UNESCO als Paraty und Ilha Grande – Kultur und Biodiversität zum Welterbe erklärt.
Die Altstadt, das Centro Historico, ist weitgehend für den Verkehr gesperrt und besitzt eine fast vollständig erhaltene historische Architektur aus dem 17. Jahrhundert. Die Häuser sind alle weiß gestrichen mit bunten Fenster- und Türumrandungen. Die Straßen haben ein grobes Kopfsteinpflaster, das von Sklaven verlegt wurde. Bei Hochwasser strömt die Flut in die Gassen. Im Norden trennt der Fluss Perequê-Açu das alte Paraty von Erweiterungen aus dem 20. Jahrhundert.
Eines der Landhäuser, die Villa Boa Vista, ist das Geburtshaus der Mutter von Thomas Mann, Julia Mann, die hier die ersten sieben Jahre ihres Lebens verbrachte.

## Geschichte

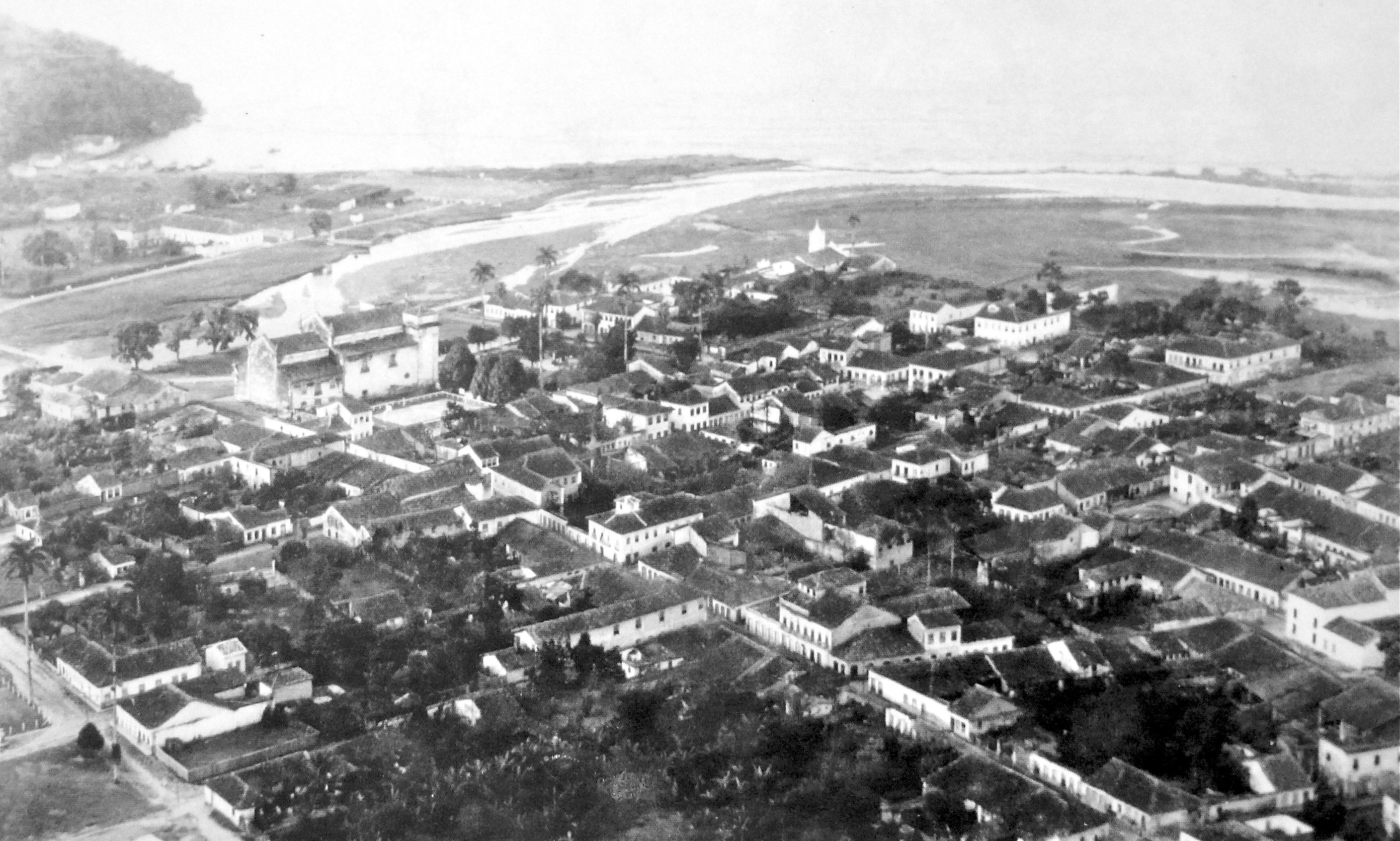
Paraty um 1910

Paraty liegt in einem Gebiet, das von jeher von den Guaianá-Indianern bevölkert wurde. Die Küste mit kleinen stillen Buchten und üppiger Vegetation bot günstige Lebensbedingungen; Fisch, Wild und Früchte waren im Überfluss vorhanden. Das Wort „Parati“, auch „Paratii“ bezeichnete eine Fischart.
Als Nomadenvolk hatten die Guaianás einige Wege im Urwald angelegt, auch um die besonders steil aufragenden Berge des Küstengebirges, die Serra do Mar zu überwinden und so die Verbindung zum Hochland (ca. 800 m ü. NN) herzustellen. Paraty entstand als Endpunkt dieses Weges, der im 16. Jahrhundert von São Paulo durch das Paraíba-Tal führte und in Paraty als Landweg endete. Von dort fuhr man mit dem Schiff weiter nach Rio de Janeiro.

### Kolonisierung
Das Gründungsdatum Paratys ist nicht bekannt. Einige Historiker gehen davon aus, dass zwischen 1540 und 1560 ein Dorf auf dem Berg am Fluss Pereque-Açu existierte, das deshalb Vila Velha („Altes Dorf“) genannt wird. Der Berg heißt heute Morro do Forte. Bekannt ist, dass nach der Schaffung des Generalgouvernements Rio de Janeiro zwischen 1574 und 1578 die Verbindung zwischen der Stadt Rio de Janeiro und der Kapitanie São Vicente intensiviert wurde und Teile der Bevölkerung aus der Kapitanie São Vicente sich an der zwischen beiden Städten liegenden Küste ansiedelten. Die Guaianás waren zu dieser Zeit bereits Verbündete der Kolonisten und unterstützten diese bei der Jagd und Versklavung anderer Indianerstämme, um diese beim Zuckerrohranbau einzusetzen. Die erste urkundliche Erwähnung des Hafens Paraty erfolgte durch den Engländer Anthony Knivet, ein Mitglied der Expedition von Martim Correa de Sá, in 1597.

### Paraty im 17. Jahrhundert
Jedenfalls existierte das Dorf Paraty bereits Anfang des 17. Jahrhunderts; 1646 erfolgte die Verlegung an den heutigen Standort zwischen den Flüssen Pereque-Açu und Patitiba. Das Gebiet wurde durch Maria Jácome de Mello mit der Auflage geschenkt, dort eine Kapelle zu Ehren der Nossa Senhora dos Remédios zu errichten. In 1667 wurde die Ortschaft durch Begehren der Bevölkerung als selbständige Gemeinde „Villa Nossa Senhora dos Remédios de Paratii“ von der Stadt Angra dos Reis getrennt. Trotz der erlangten Selbstverwaltung handelte es sich zu diesem Zeitpunkt noch um eine kleine Gemeinde mit ca. 50 bescheidenen Häusern, gebaut aus Lehm mit Strohdächern.

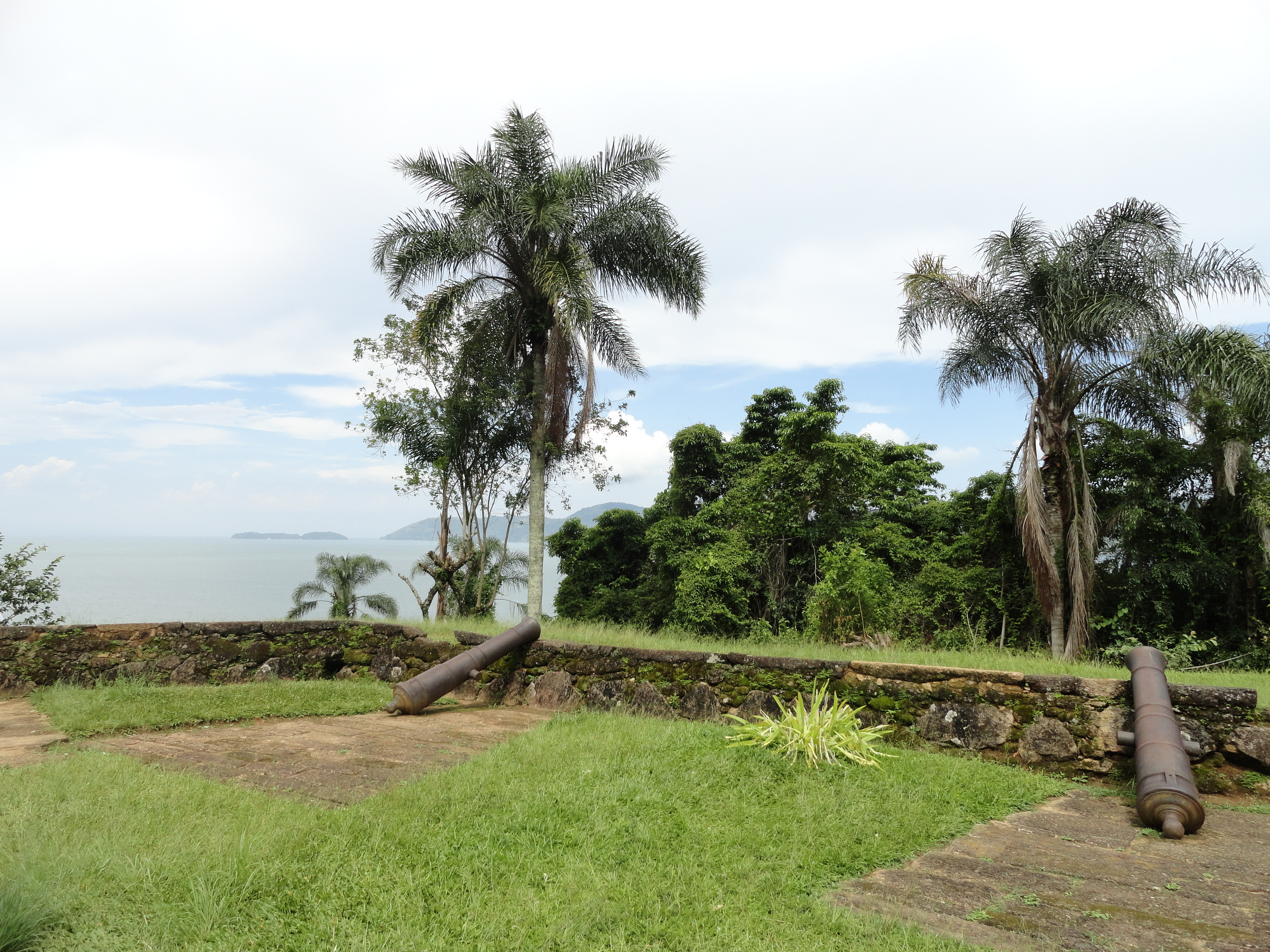
Fort

Gegen Ende des 17. Jahrhunderts wurden Gold und Edelsteine in Minas Gerais entdeckt. Wieder wurden die von den Indianern angelegten Verbindungswege genutzt, um die Serra da Mantiqueira zu überwinden und in das Landesinnere Brasiliens vorzustoßen. Der alte Weg der Guaianás mit dem Hafen Paraty wurde in den Goldweg „Caminho do Ouro“ integriert. Nachdem die portugiesische Verwaltung die Entstehung anderer Wege unterbunden hatte, um sicherzustellen, dass die geförderten Güter unter Kontrolle transportiert wurden, wurde Paraty zum Umschlagplatz in beide Wegesrichtungen – zum Gütertransport nach den Minen und zum Rücktransport des Goldes und zur Verladung auf die Schiffe. Ein Fort auf dem Berg sicherte die Stadt vor Angriffen.
Solange diese strategische Lage erhalten werden konnte, nahm Paraty aktiv an der wirtschaftlichen Entwicklung des seinerzeitigen Brasiliens teil. Der Goldzyklus trug erheblich zur Einwanderung portugiesischer Siedler bei, ein beträchtlicher Anteil von ihnen kam über Paraty nach Brasilien. Die erste Hälfte des 18. Jahrhunderts wurde zur Blütezeit des Städtchens Paraty. Wichtige Bauten fallen in diese Zeit, wie der Bau des Hafenkais, die Kirchen Santa Rita, Nossa Senhora do Rosário, São Benedito und Nossa Senhora da Conceição.
Auch der Sklavenhandel trug zum Reichtum der Stadt bei. Neben den hier ankommenden Siedlern wurden auch Sklaven ausgeladen und ins Landesinnere geschafft.
Mit der Erweiterung der Bevölkerung in den Minengebieten wurde die ausreichende Versorgung mit preiswerten Lebensmitteln zu einem Problem. Die Bevölkerung Paratys begann mit der Produktion von Lebensmitteln für die Minen wie auch für die Stadt Rio de Janeiro. Dies half der Stadt, nachdem 1728 der direkte Weg von Minas Gerais nach Rio de Janeiro, der „Caminho Novo“ (Neuer Weg) gebaut wurde und Paraty dadurch vom Goldtransport ausschloss.

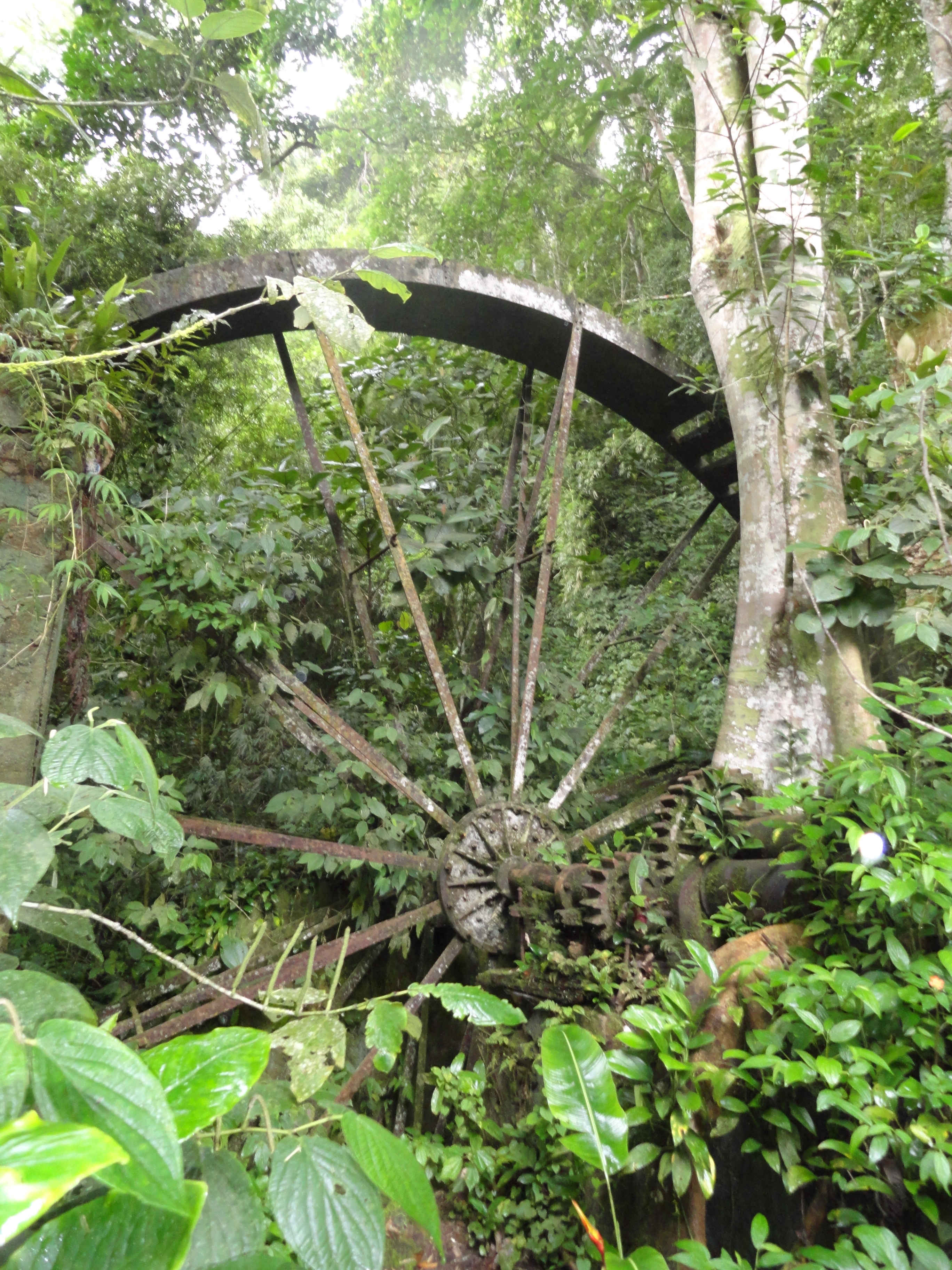
Zerfallende Zuckermühle außerhalb Paraty

Desgleichen war der Zuckeranbau eine wesentliche Stütze der Wirtschaft. Zucker war seinerzeit auf dem Weltmarkt wesentlich teurer als heute, und so wurden gegen Ende des 18. Jahrhunderts erhebliche Summen in Anbau und Verarbeitung von Zuckerrohr investiert. Während des Höhepunkts der Zuckerproduktion wurden in Paraty über 250 Mühlen (Engenhos) und Destillen gezählt; die hier produzierte Zuckerrohr-Schnaps wurde als einer der besten Brasiliens bekannt und auch exportiert. Paraty wurde zum Synonym für Cachaça, heutzutage weltweit in Verwendung für den quintessentiellen brasilianischen Cocktail Caipirinha.

### Renaissance und Niedergang im 19. Jahrhundert
Zu Beginn des neuen Jahrhunderts wurde von den Patrizierinnen des Ortes noch die Finanzierung eines neuen Sakralbaues, der Kirche Nossa Senhora das Dores an der Küste bei der Mündung des Rio Perequê-Açu in Angriff genommen. Es sollten aber noch mehr als zwei Jahrzehnte vergehen ehe die Kirche fertiggestellt wurde, wenngleich sie nie den geplanten zweiten Turm bekam.
Auf Grund der napoleonischen Besetzung Portugals 1807 siedelte der gesamte königliche Hofstaat mit einem Großteil des portugiesischen Adels und dem Kronschatz von Lissabon nach Rio de Janeiro über; Rio de Janeiro wurde so zeitweise zur Hauptstadt des portugiesischen Weltreichs, was eine erhebliche Veränderung der Verhältnisse in Brasilien zur Folge hatte. Mit dem plötzlichen Zuwachs von ca. 10.000 Personen bestand in Rio de Janeiro ein weitaus höherer Bedarf an Lebensmitteln, und so wurde Paraty kurzfristig wieder als Umschlagplatz für diesen Handel benötigt.
Gleichzeitig gewann der Kaffeeanbau an Bedeutung und ersetzte so die durch den versiegten Goldstrom entgangenen Handelsmöglichkeiten. Im Paraíba-Tal wurde vermehrt Kaffee angebaut und der alte Goldweg fand für den Kaffee-Export Wiederverwendung. Der neue Wirtschaftszweig ermöglichte ein weiteres Wachstum der Stadt und 1822 wurde auch der Bau des Krankenhauses Santa Casa de Misericórdia in Angriff genommen. Seit 1830 war Kaffee das Haupt-Umschlagsgut des Hafens Paraty neben dem Cachaça. Die Plantagenbesitzer oder „Kaffeebarone“ verluden ihren Kaffee und kauften Sklaven, Lebensmittel, Gewürze, Kleider und Luxusgüter.
Das Entstehen von beträchtlichen Geldmitteln in Händen der Kaffeebarone führte dazu, dass diese Mittel zur Verbesserung der Infrastruktur zur schnelleren und sichereren Beförderung des Kaffees einsetzten. Mit der Fertigstellung der Eisenbahnverbindung São Paulo-Rio de Janeiro durch das Paraíba-Tal 1870 war der beschwerliche Transport mit Mulis über den alten Goldweg überflüssig geworden. Der Warenstrom benötigte Paraty nicht mehr.
Die in der Region hergestellten Produkte mussten nach wie vor per Schiff transportiert werden und wurden deshalb zu teuer. Nach endgültiger Befreiung der Sklaven 1888 kam die Landwirtschaft nahezu zum Stillstand. Nachdem 1851 noch 16.000 Einwohner in Paraty lebten waren es zum Ende des 19. Jahrhunderts nur noch etwa 600, vornehmlich „Alte, Frauen und Kinder“. Der Goldweg war verfallen und war nur noch über das Meer erreichbar. Einer der Höhepunkte war der Besuch des Präsidenten des Staates Rio de Janeiro Manuel Duarte Anfang 1928 der mit einem Wasserflugzeug anreiste.

### Wiederentdeckung im 20. Jahrhundert
In den 1950er Jahren wurde mit dem Bau der Straße von Rio nach Santos, der heutigen BR-101, begonnen und erreichte Paraty um 1970.   Der atlantische Regenwald Mata Atlântica blieb dabei teilweise erhalten. Das fast in Vergessenheit geratene Paraty entwickelte sich aufgrund seiner Lage zwischen Regenwald und Atlantikküste und seiner intakten Kolonialarchitektur zu einem touristisch wichtigen Ort. Ein großer Teil Paratys ist heute Naturschutzgebiet, zwei Drittel gehören zum Nationalpark Serra da Bocaina.

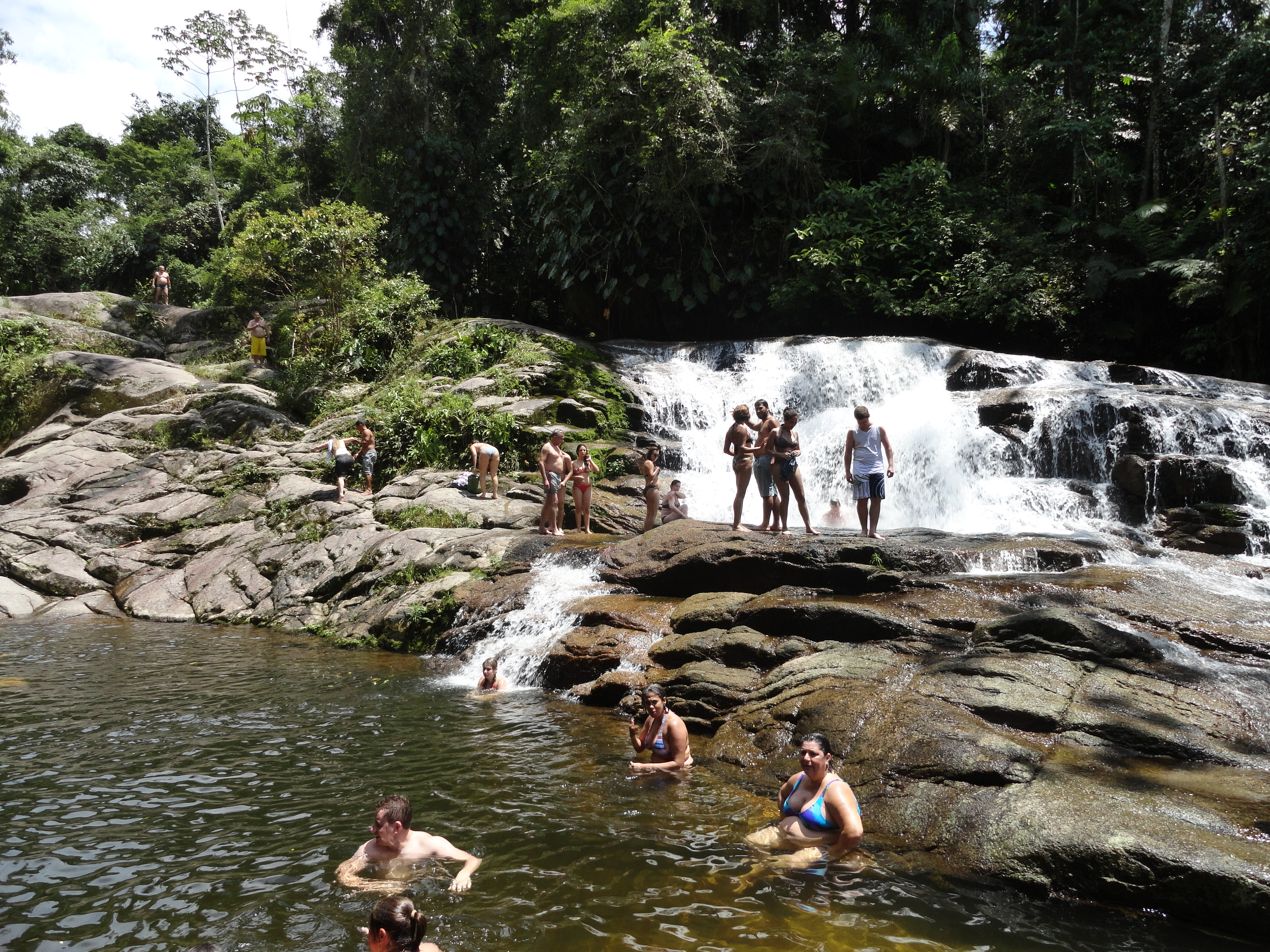
Wasserfälle oberhalb Paraty

Es gibt mehrere Nationalparks in der Umgebung, die heute zu einer Touristenattraktion geworden sind. Es werden Schoner- und Bootstouren angeboten, die während ein bis sechs Stunden zu den umliegenden Inseln führen. Hier ist das Baden und Tauchen in kristallklarem Wasser möglich. Eine weitere Attraktion der Umgebung sind diverse Wasserfälle an der Straße nach Cunha. Erwähnenswert sind auch die Strände Paraty-Mirim und Trindade.

## Kultur
Paraty ist in die Literaturveranstaltungen wie in Toronto und Mantua in Italien eingebunden. Die Festa Literária Internacional de Paraty bietet alljährlich in einem historischen Rahmen Lesungen und Fachdiskussionen zwischen nationalen und internationalen Autoren.
Seit der touristischen Erschließung haben sich viele Kunstschaffende angesiedelt. So gibt es eine Vielzahl von Galerien mit Werken von der Volkskunst bis zur Moderne. Häufig wird Live-Musik gespielt. Ein inzwischen bekanntes Musikfestival ist das „Bourbon Festival Paraty“, das Anfang Juni 2012 zum vierten Mal mit auch international bekannten Jazz-, Blues- u. a. Musikern stattfindet. Traditionelle katholische Feste runden das kulturelle Geschehen ab.
Die Stadtbibliothek Biblioteca Municipal Fábio Villaboim wurde im Jahr 1905 gegründet. Sie umfasst einen Bestand von etwa 20.000 Medien und zählt etwa 500 Mitglieder.

## Umgebung und Natur
Paraty ist von einer ausgesprochen intakten Natur umgeben. Im Westen liegt der Südatlantik mit der Inselwelt Baia da Ilha Grande. Hier finden insbesondere Freunde des Tauchsports unberührte Küstengebiete, wo Fische und Meeresschildkröten beobachtet werden können. Im Osten erstreckt sich die Serra da Bocaina, ein Nationalpark mit großer Ausdehnung. Eine Straße führt hinauf in den tropischen Küstenwald die Mata Atlantica mit Wasserfällen und vielfältiger Fauna und Flora. Die asphaltierte Straße endet am Eingang zum Nationalpark. Von hier aus kann man mit Führung Wanderungen unternehmen. Es gibt eine Reihe kleinerer Pensionen. Nur geländegängige Fahrzeuge können die Weiterfahrt nach Cunha im Bundesstaat São Paulo wagen. Der Pfad ist der ehemalige Caminho do Ouro (Weg des Goldes), auf dem Sklaven ins Hinterland nach Minas Gerais transportiert wurden und Bodenschätze, Edelsteine und Gold zur Verschiffung nach Paraty gelangten.
Richtung Norden erstreckt sich von Paraty eine grüne Küstenlandschaft mit vielen ausgedehnten Stränden. Richtung Süden geht es nach kurzer Fahrt vorbei an Paraty-Mirim und Trindade durch den Nationalpark Serra da Bocaina nach Ubatuba. Dieser Ort liegt bereits im Bundesstaat São Paulo. An dieser Strecke kann man noch einige Quilombos sehen, Dörfer, die von geflüchteten Sklaven und Ureinwohnern errichtet wurden. Sie sind von schönen Stränden umgeben, die oft Ziel von Surfern sind, da sie über eine direkte Atlantikbrandung verfügen.

## Galerie

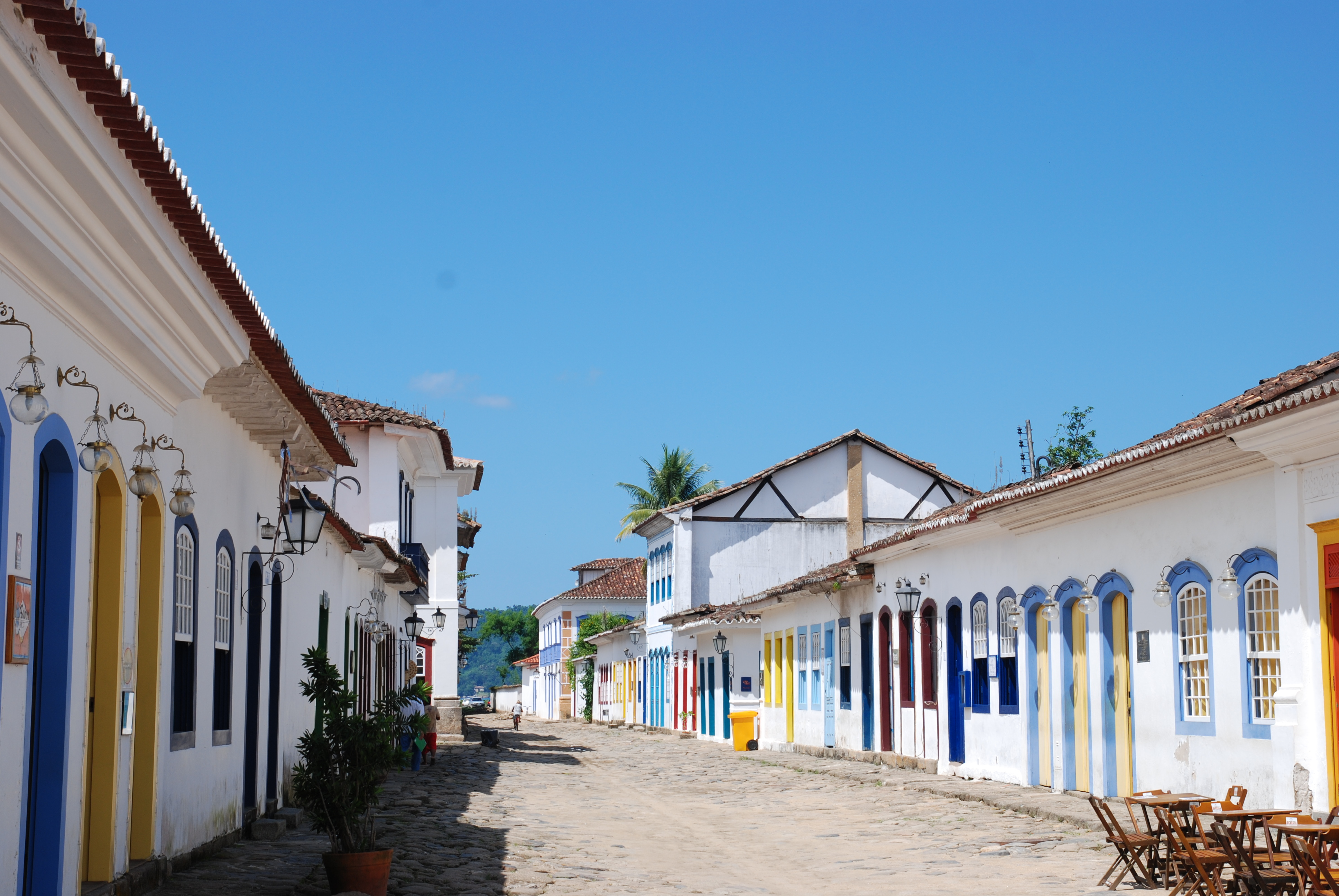
Breite Straße
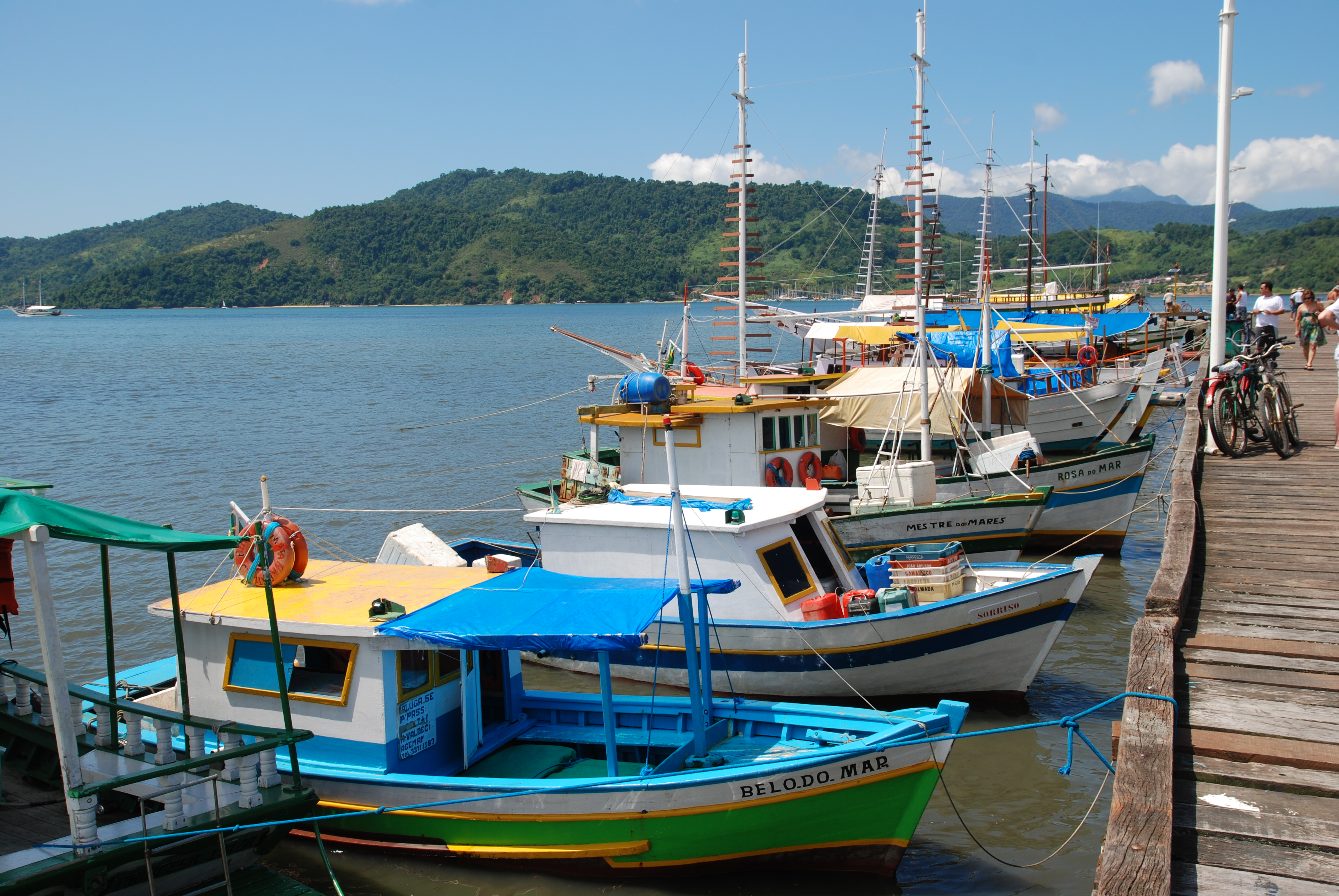
Im Hafen
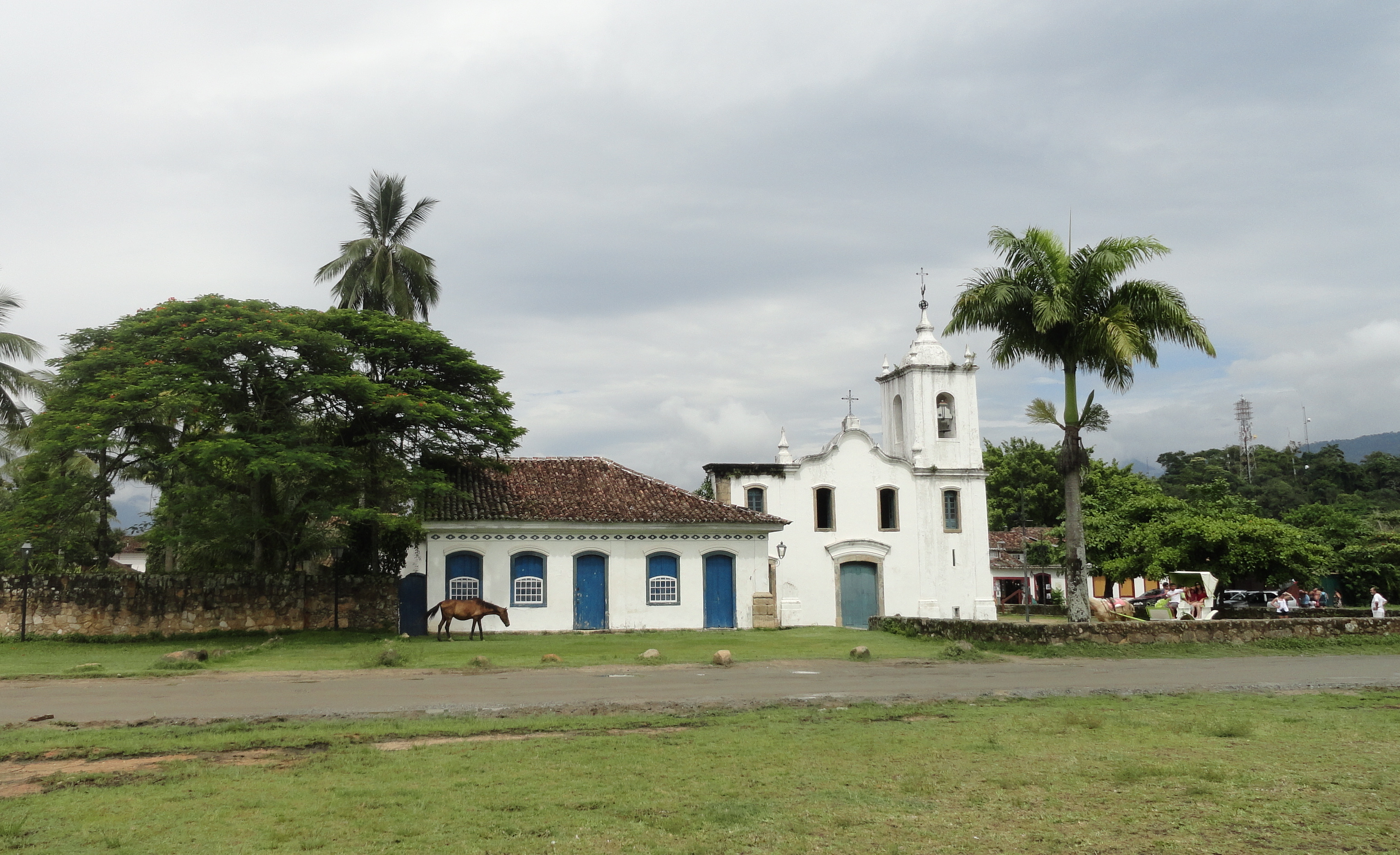
Igreja das Dores
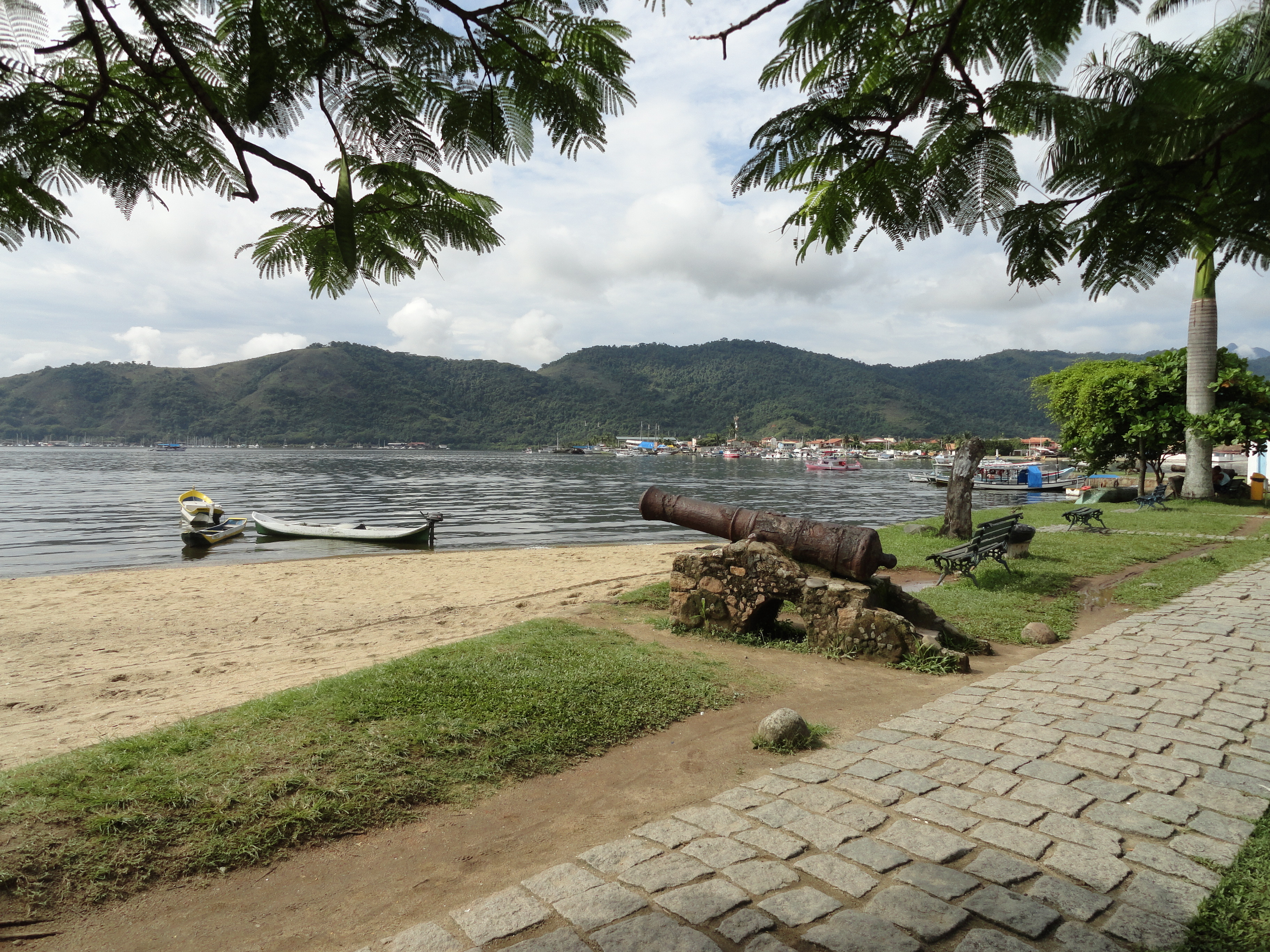
Am alten Hafen
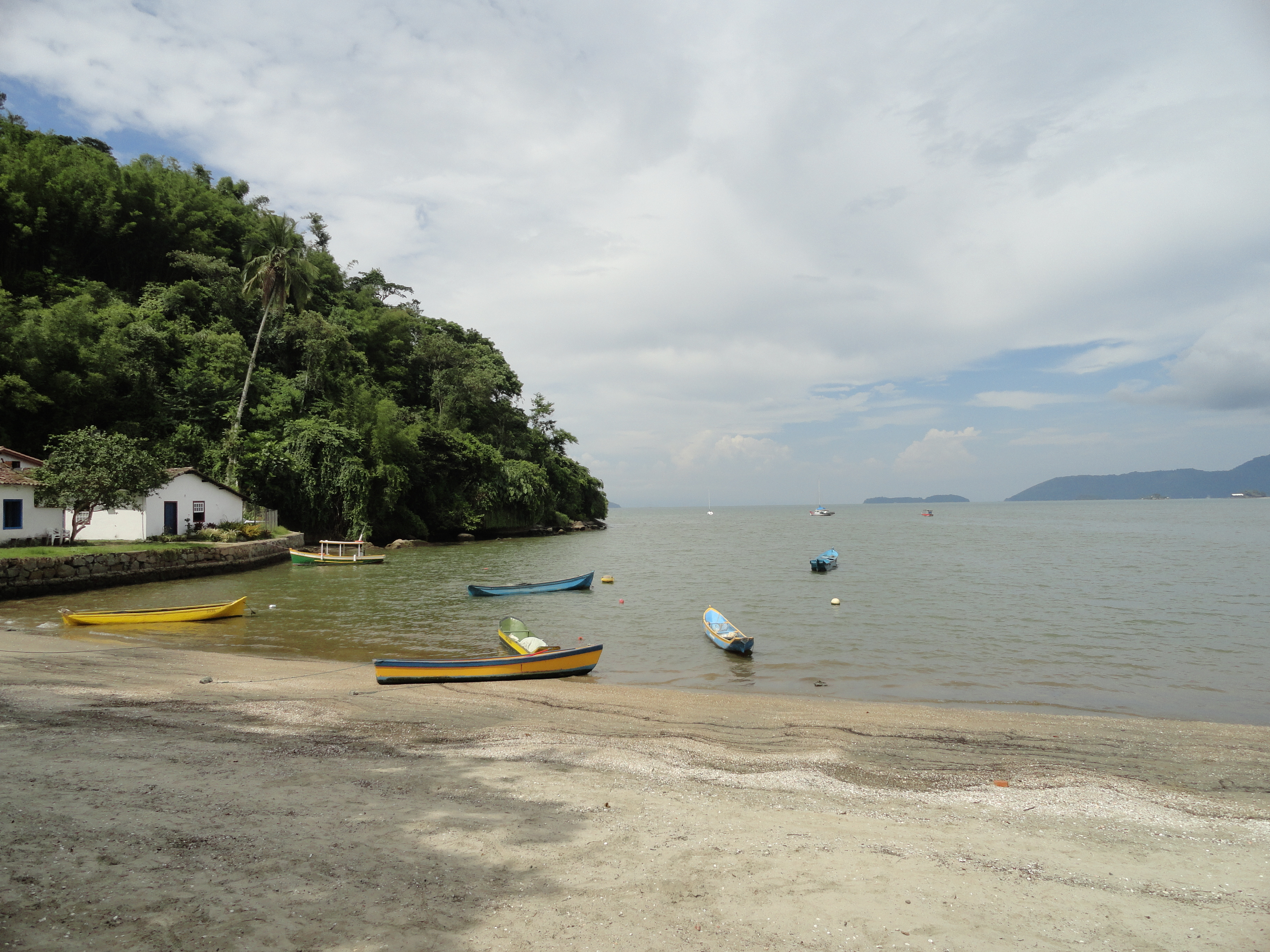
Strand

## Schreibweise
Vor wenigen Jahrzehnten führte Brasilien eine Rechtschreibreform durch. In dieser wurden auch einige „exotische“ Buchstaben eliminiert. Zu diesen gehörte beispielsweise neben dem „W“ auch das „Y“. Eigennamen, wie auch geographische Namen, wurden jedoch von der Umstellung ausdrücklich ausgenommen. Die richtige Schreibweise bleibt daher Paraty, die auch von der Gemeinde selbst verwendet wird. Anfang 2009 wurde das Alphabet in Brasilien „komplett“ mit 26 Buchstaben wieder eingeführt.

## Persönlichkeiten

### Söhne und Töchter der Stadt
Personen, die in Paraty geboren wurden:
- 1851, 14. August, Julia da Silva-Bruhns, Mutter der deutschen Schriftsteller Heinrich Mann und Thomas Mann